# Cissus haitiensis
Cissus haitiensis är en vinväxtart som beskrevs av Urb. & Ekman. Cissus haitiensis ingår i släktet Cissus och familjen vinväxter. Inga underarter finns listade i Catalogue of Life.